# 1800년 미국 대통령 선거
1800년 미국 대통령 선거로 부통령 토머스 제퍼슨이 대통령 존 애덤스를 이기고 정권이 교체되었다. 민주공화당은 잘 조직되어있었음에 반해, 연방당은 두 지도자, 애덤스와 해밀튼을 두고 분열이 일어났다.

## 캠페인
선전이 공격적으로 변했다. 연방당은 민주공화당이 프랑스 혁명을 지원한 것을 들어 급진적이라 나라를 무너뜨릴 거라 했고, 민주공화당은 연방당이 이민정책에 입장을 표하지 않는다며 귀족적이고 반민주적이라 비난했다.
애덤스는 민주공화당과 해밀튼이 이끄는 급진 연방주의자들 양쪽에게 공격당했다. 민주공화당은 애덤스의 대외정책이 영국에게 너무 유리하고 새 군대를 위한 세금이 부담된다 비난했다. 연방당 내에서는 애덤스와 대립하는 해밀튼의 핑크니를 지지해 분열되었다. 애덤스를 비판하는 해밀튼의 편지가 공개되면서, 애덤스는 큰 피해를 입었으며 해밀튼은 몰락의 길로 접어들었다.

## 선거 결과
| 후보                 | 정당       | 근거지           | 전체유권자 | 전체유권자 | 선거 인단 |
| 후보                 | 정당       | 근거지           | 득표수     | 지지율     | 선거 인단 |
| -------------------- | ---------- | ---------------- | ---------- | ---------- | --------- |
| 토머스 제퍼슨        | 민주공화당 | 버지니아         | 41,330     | 61.4%      | 73        |
| 에런 버              | 민주공화당 | 뉴욕             | -          | -          | 73        |
| 존 애덤스            | 연방당     | 매사추세츠       | 25,952     | 38.6%      | 65        |
| 찰스 코츠워스 핑크니 | 연방당     | 사우스캐롤라이나 | -          | -          | 64        |
| 존 제이              | 연방당     | 뉴욕             | -          | -          | 1         |
| 계                   | 계         | 계               | 67,282     | 100%       | 276       |

당시 헌법상, 선거인단은 모두 2표를 행사해 1위가 대통령이 되고 2위가 부통령이 되는 구조였다. 그런데 제퍼슨을 뽑은 선거인단이 모두 에런 버에게도 투표함으로써, 제퍼슨과 버는 둘다 73표씩 얻게 되었다. 이는 하원에 넘겨져, 주당 1표씩을 행사하게 되었다. 1800년 미국 하원의원 선거는 68:38로 민주공화당이 대승했으나, 대선은 1798년 미국 하원의원 선거로 선출된 연방당 하원에 넘겨졌다.
당시 미국은 16개 주였고, 과반인 9표를 얻어야 승리하게 되는 것이었는데, 제퍼슨이 대통령후보였고 버가 부통령후보였기에 당연히 제퍼슨이 대통령에 선출되었어야 하나, 연방당은 대부분 정적이었던 제퍼슨을 뽑고 싶지 않아했기 때문에 버를 뽑았고, 2월 11일부터 2월 17일까지 7일간 35번의 투표에도 과반이 나오지 못했고, 36번째 투표에서야 제퍼슨 10표, 버 4표, 기권 2표로 제퍼슨이 당선되었다

## 같이 보기
- 1800년 미국 하원의원 선거
- 1800년 미국 상원의원 선거